# Thomas Sankara, l'homme intègre
Thomas Sankara, l'homme intègre (Thomas Sankara, el hombre íntegro) es una película del año 2006.

## Sinopsis
Este documental describe los cuatro años en el poder de Thomas Sankara, presidente de Burkina Faso de 1983 a 1987. Este sorprendente jefe de Estado, apodado el “Che africano”, se hizo famoso en toda África por sus ideas innovadoras, su franqueza y sentido del humor, su energía y su altruismo. Con una pistola en una mano y las obras de Marx en la otra, Sankara fue nombrado presidente con 34 años. Zarandeó los cimientos de un país conocido por su nombre colonial francés, Alto Volta, renombrado como Burkina Faso, que significa “Tierra de hombres íntegros”. Esta película muestra el impacto que este hombre y su política tuvieron en Burkina Faso y en África en general.

## Premios
- Human Rights FF, Corea